# Paul (Vila Velha)
Paul é um bairro do município de Vila Velha no estado do Espírito Santo. De acordo com o Instituto Brasileiro de Geografia e Estatística (IBGE), sua população no ano de 2010 era de 5 277 habitantes.

## História
A palavra Paul significa brejo ou pântano. Paul era, portanto, um lugar pantanoso antes de ser saneado. No cais de Paul atracavam as embarcações que atravessavam a baía de Vitória transportando mercadorias e pessoas. Dali até a cidade de Vila Velha, funcionavam os bondes elétricos. Nesse tempo ainda não havia o transporte de ônibus, tipo de transporte que surge após a década de 60. A linha de bonde foi inaugurada pelo governo do estado em 1912. Foi criada a linha de Paul até a cidade de Vila Velha, passando por Aribiri. Foi o bonde que contribuiu para aumentar o população dos bairros em que passava.
O bairro começou a se desenvolver com o surgimento da estação Leopoldina, em Argolas, em 1843. Paul se transforma em um ponto de emprego devido as atividades realizadas pelas empresas de trens de cargas e o porto, mais especialmente após 1940, com a construção do cais de Paul.

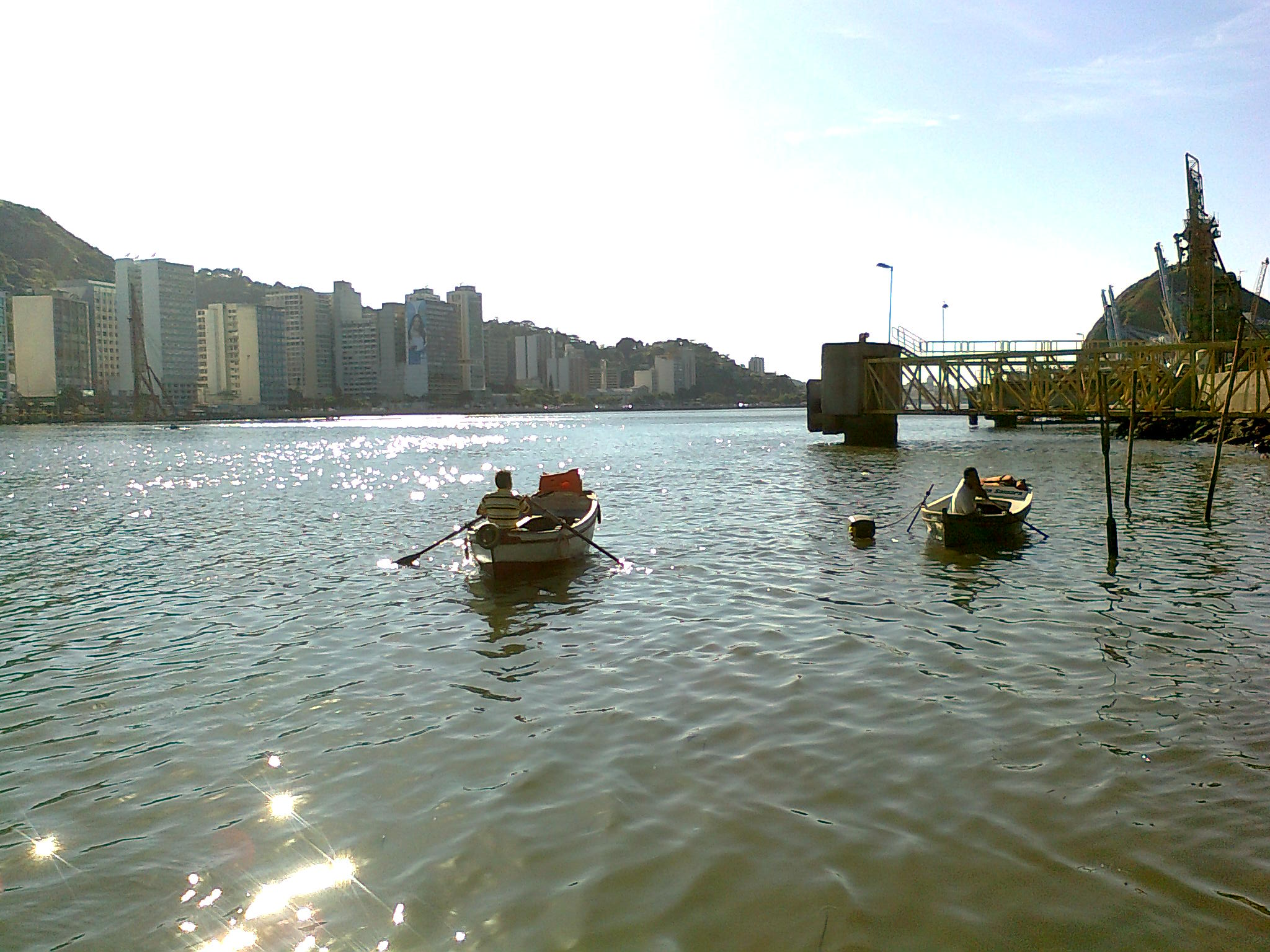
Catraieiros na Baía de Vitória - 2012

No bairro era comum ver trabalhadores chamados de Catraieiros nas intermediações da Baía de Vitória, fazendo o percurso entre as margens do bairro até a capital Vitória usando uma catraia, meio altamente usado pelos populares devido ao valor baixo cobrado na época pelos Catraieiros, serviço de transporte de passageiros atualmente extinto. As constantes reformas realizadas nos portos de Vila Velha e Vitória e burocracias para ter respaldo legal de suas atividades acabaram criando dificuldades para manter o trabalho dos Catraieiros que foi encerrada em 2015.